# حمید کریمی
حمید کریمی (زادهٔ ۱۳۳۶ در مهران) نمایندهٔ حوزهٔ انتخابیهٔ ایلام در دورهٔ پنجم مجلس شورای اسلامی بوده‌است.